# Baruj Ashlag
Baruj Ashlag (1907, Imperio ruso - 1991, Israel) fue un cabalista que continuó el desarrollo de la enseñanza de la Cábala que le enseñó su padre, el rabino y cabalista Yehuda Ashlag, con quién emigró a Israel con quince años. Baruj Ashlag pasó toda su vida siguiendo la estela de su padre, y haciendo progresos en el estudio de la Cábala. Baruj Ashlag tenía un conocimiento fenomenal de la Torá y del Talmud. En Israel, el Rabash fue ordenado como rabí por Abraham Isaac HaCohen Kook, Gran Rabino de Israel, y por Jaim Sonenfeld, el Gran Rabino de Jerusalén, un líder espiritual y político de la comunidad judía ortodoxa de Israel. El Rabash tenía solo diecisiete años cuando fue ordenado rabino. Cuando su padre murió, fue su sucesor, y continuó con su trabajo.